# Leith Festival
Il Leith Festival è un "community festival" delle arti e dello sport che, dal 1907, si tiene annualmente a Leith, in Scozia, un antico borgo a nord di Edimburgo. Nella sua forma attuale, definita negli anni '80, è organizzato dalla Leith Festival Association. Il festival si occupa di organizzare anche l'Edinburgh Short Film Festival, il LeithLate e il Leith Jazz and Blues Festival.
Il festival ospita performance teatrali, di danza, musica, arte, cinema, letteratura e sport.